# Штефан, Кристоф
Кристоф Ште́фан (нем. Christoph Stephan; род. 12 января 1986, Рудольштадт, округ Гера, ГДР) — немецкий биатлонист. Трёхкратный чемпион мира среди юниоров, серебряный и бронзовый призёр чемпионата мира 2009 года. Двукратный чемпион мира 2009 года по летнему биатлону. Завершил карьеру по окончании сезона 2014/2015 годов.

## Кубок мира
- 2006—2007 — 42 место (64 очка)
- 2007—2008 — 31 место (165 очков)
- 2008—2009 — 18 место (436 очков)
- 2009—2010 — 27 место (322 очка)
- 2010—2011 — 26 место  (360 очков)
- 2011—2012 — DNS
- 2012—2013 — 94 место  (8 очков)
- 2013—2014 — 36 место  (209 очков)
- 2014—2015 — DNS